# Takuo Kojima
| Asteróides descobertos: 44  | Asteróides descobertos: 44 |
| --------------------------- | -------------------------- |
| 3774 Megumi                 | 20 de Dezembro 1987        |
| 3786 Yamada                 | 10 de Janeiro 1988         |
| 3829 Gunma                  | 10 de Março 1988           |
| 3995 Sakaino                | 5 de Dezembro 1988         |
| 3998 Tezuka                 | 1 de Janeiro 1989          |
| 3999 Aristarchus            | 5 de Janeiro 1989          |
| 4041 Miyamotoyohko          | 19 de Fevereiro 1988       |
| 4156 Okadanoboru            | 16 de Janeiro 1988         |
| (4288) 1989 TQ1             | 8 de Outubro 1989          |
| (4493) 1988 TG1             | 14 de Outubro 1988         |
| (4576) 1988 CC              | 10 de Fevereiro 1988       |
| (4632) 1987 YB              | 17 de Dezembro 1987        |
| 4866 Badillo                | 10 de Novembro 1988        |
| (4949) 1988 WE              | 29 de Novembro 1988        |
| (5348) 1988 BB              | 16 de Janeiro 1988         |
| 5432 Imakiire               | 3 de Novembro 1988         |
| 5433 Kairen                 | 10 de Novembro 1988        |
| (5813) 1988 VL              | 3 de Novembro 1988         |
| (6185) 1987 YD              | 20 de Dezembro 1987        |
| (6298) 1988 XC              | 1 de Dezembro 1988         |
| (6551) 1988 XP              | 5 de Dezembro 1988         |
| (6555) 1989 UU1             | 29 de Outubro 1989         |
| (6706) 1988 VD3             | 11 de Novembro 1988        |
| (7402) 1987 YH              | 25 de Dezembro 1987        |
| (7517) 1989 AD              | 3 de Janeiro 1989          |
| (7563) 1988 BC              | 16 de Janeiro 1988         |
| (7697) 1989 AE              | 3 de Janeiro 1989          |
| (8219) 1996 JL [1]          | 10 de Maio 1996            |
| (9321) 1989 AK              | 5 de Janeiro 1989          |
| (9939) 1988 VK              | 3 de Novembro 1988         |
| (10064) 1988 UO             | 31 de Outubro 1988         |
| (10744) 1988 XO             | 5 de Dezembro 1988         |
| (10853) 1995 CW             | 6 de Fevereiro 1995        |
| (11861) 1988 VY2            | 10 de Novembro 1988        |
| (12037) 1997 CT19           | 11 de Fevereiro 1997       |
| (13023) 1988 XT1            | 10 de Dezembro 1988        |
| (15832) 1995 CB1            | 7 de Fevereiro 1995        |
| (23570) 1995 AA             | 1 de Janeiro 1995          |
| (23572) 1995 AS2            | 10 de Janeiro 1995         |
| (43088) 1999 WO9            | 30 de Novembro 1999        |
| (45263) 2000 AD5            | 3 de Novembro 2000         |
| (48421) 1988 VF             | 3 de Novembro 1988         |
| (71236) 2000 AC5            | 3 de Janeiro 2000          |
| (168551) 1999 WH4           | 28 de Novembro 1999        |
| 1. 1 com Robert H. McNaught |                            |

Takuo Kojima (小島 卓雄, Kojima Takuo) é um astrónomo japonês.
Ele é um prolífico descobridor de asteróides.
O asteróide 3644 Kojitaku recebeu esse nome em sua homenagem.